# Lomnička (Czechy)
Lomnička – gmina w Czechach, w powiecie Brno, w kraju południowomorawskim. Według danych z dnia 1 stycznia 2014 liczyła 513 mieszkańców.